# Ernst Christian Gottlieb von Gaffron und Oberstradam
Ernst Christian Gottlieb von Gaffron und Oberstradam (geb. 12. Mai 1741 auf Gut Kunern, ab 1742 Kreis Strehlen, Schlesien; gest. 26. Dezember 1803 ebenda, Provinz Schlesien) war ein preußischer Landrat und Landschaftsdirektor.

## Leben

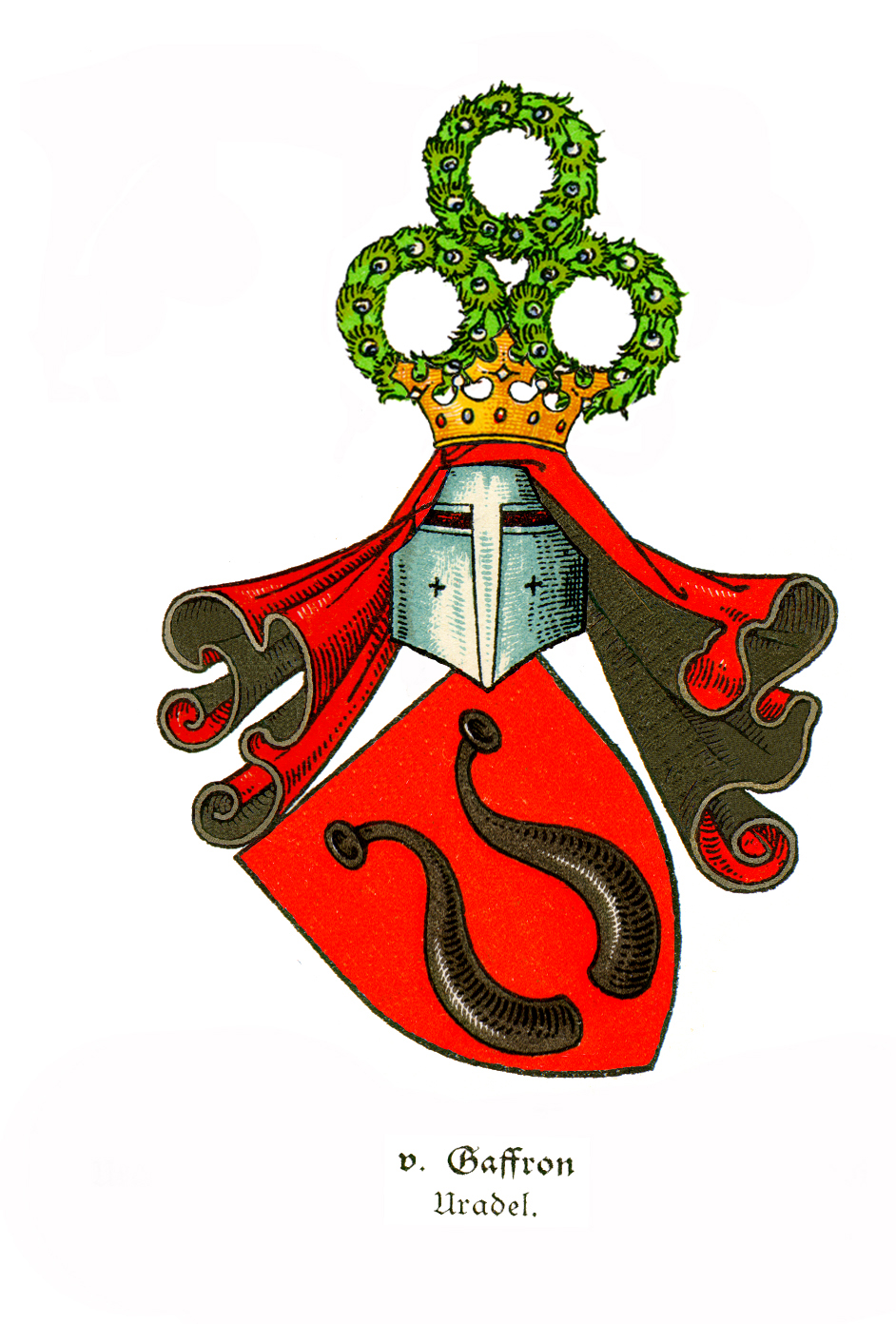
Wappen derer von Gaffron

Ernst Christian Gottlieb von Gaffron und Oberstradam war Angehöriger des schlesischen Uradelsgeschlechts Gaffron und Oberstradam. Er war ein Sohn von Palle Maximilian von Gaffron und Oberstradam (1714–1774), Erbherr auf Haltauf und dessen Ehefrau Juliane Elisabeth (1717–1747), geb. von Lohenstein. Am 14. Mai 1760 immatrikulierte er sich an der Universität Halle für ein Studium der Rechte. Anschließend widmete er sich wohl der Landwirtschaft und diente als Marschkommissar. Im Februar 1780 wurde er Nachfolger von George Friedrich von Wentzky und Petersheyde als Landrat im Kreis Münsterberg. Im Juli 1781 wurde er zusätzlich Landschaftsdirektor im Fürstentum Münsterberg und der Grafschaft Glatz. Das Amt als Landrat im Kreis Münsterberg übte er bis zu seinem Tod im Jahr 1803 aus. Sein Nachfolger wurde 1804 Ernst Friedrich von Wentzky und Petersheyde.

## Persönliches
Ernst Christian Gottlieb von Gaffron und Oberstradam heiratete im Oktober 1765 Leopoldine Henriette Christiane (* 1746), geb. von Thiele. Am 26. Dezember 1803 starb er als Erbherr auf Gut Kunern, Mittel- und Nieder-Schreibendorf.